# جائحة فيروس كورونا في كونيتيكت 2020
شُخّصت أول حالة كوفيد-19 في ولاية كونيتيكت الأمريكية يوم 8 مارس، على الرغم من وجود العديد من الحالات المُشتبه بها التي أظهرت نتيجة سلبية قبل ذلك التاريخ. سُجّلت 45,715 حالة و4,251 وفاة في الولاية حتى يوم 20 يونيو 2020.

## خلفية
في 12 يناير 2020، أكدت منظمة الصحة العالمية عن ظهور فيروس كورونا المستجد كسبب للمرض التنفسي الذي أصاب مجموعة من الأشخاص في مدينة ووهان، مقاطعة خوبي، الصين، إذ أُبلغ عنهم إلى منظمة الصحة العالمية في 31 ديسمبر 2019. كانت نسبة الوفيات بين الحالات المُشخصة بكوفيد-19 أقل بكثير من جائحة فيروس سارس في عام 2003، لكن انتقال العدوى كان أكبر، والوفيات أيضًا.

## الجدول الزمني

### يناير-فبراير
في أواخر يناير 2020، رُصِد طالبان مقيمان في ولاية كونيتيكت بعد أن ظهرت عليهما أعراضًا مشابهة لأعراض فيروس كورونا. التحق الطالب الأول بجامعة ويسليان في ميدلتاون وأُكدت عدم إصابته بالفيروس، وظهرت عليه أعراض إنفلونزا في 27 يناير. حَضَر الطالب الثاني الذي رُصد مؤتمر نموذج الأمم المتحدة لجامعة ييل 2020 في جامعة ييل في نيو هيفن، وشُخص أيضًا بالإنفلونزا وليس فيروس كورونا، يوم 31 يناير. في 28 يناير، اشتُبه بأن طالبًا من بلدة أونكاسفيل كان في الصين ويحمل الفيروس، وسُمح له بالعودة إلى المدرسة في 29 يناير.
أصدرت إدارة الصحة العامة بولاية كونيتيكت في 6 فبراير، وثيقةً تتضمن معلومات مُعدّة للمدارس لتجنب انتشار الفيروس. دعت الوثيقة أولئك الذين ذهبوا إلى الصين مؤخرًا للمراقبة الذاتية لمدة 14 يومًا، ويمكنهم العودة إلى حياتهم الطبيعية، في حال لم تظهر عليهم أي أعراض بعد 14 يومًا.
اتخذت منظمات مختلفة احتياطات أكبر للتحضير للانتشار النهائي للفيروس داخل كونيتيكت. اقترحت جامعة نيو هافن في 25 فبراير عودة جميع الطلاب في إيطاليا إلى الولايات المتحدة. مُنح مختبرٌ في روكي هيل على الموافقة من قبل مراكز السيطرة على الأمراض والوقاية منها في الولايات المتحدة لاختبار الكشف عن فيروس كورونا.

#### 1-2

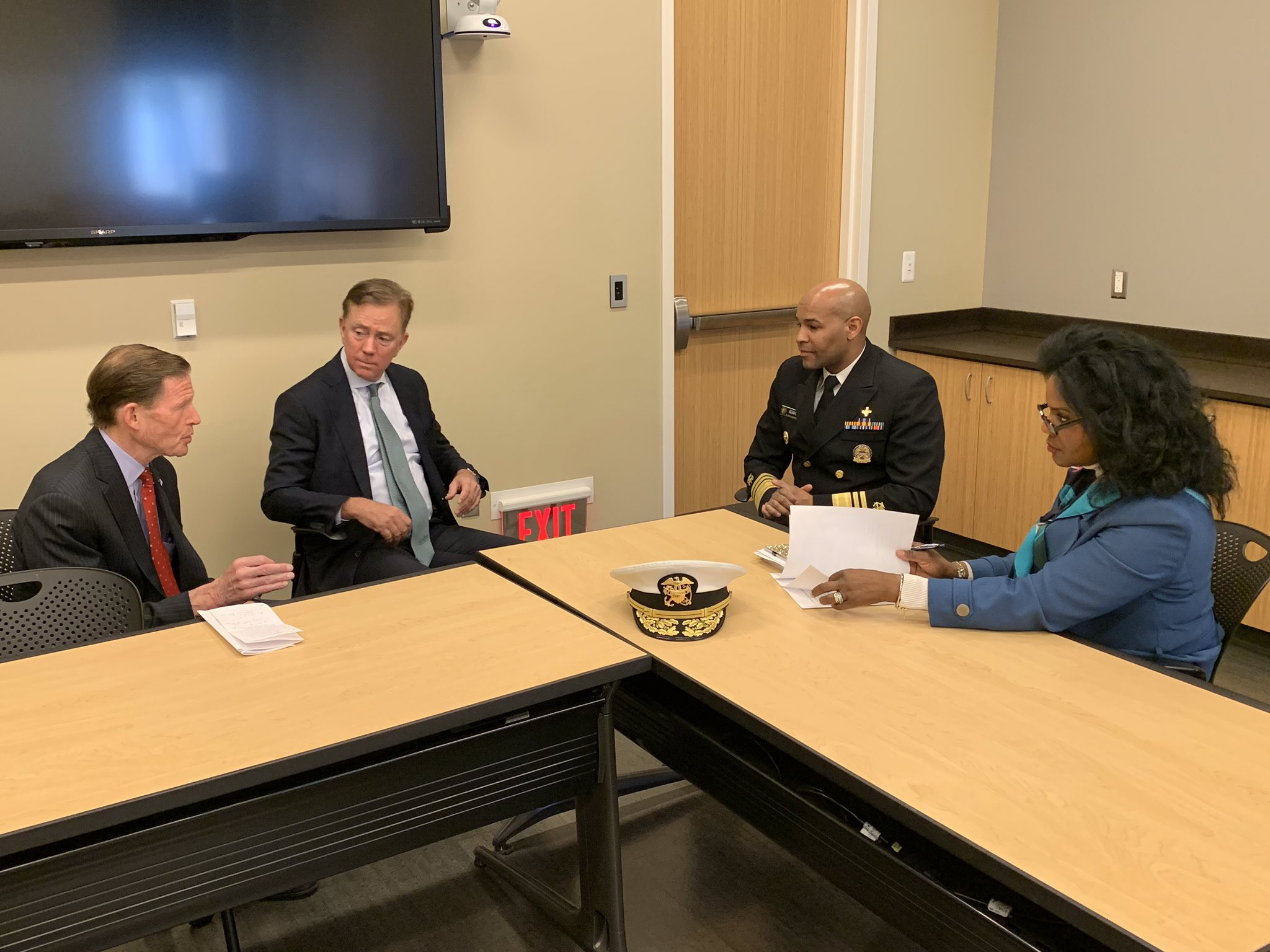
حاكم ولاية كونيتيكت نيد لامونت مع السناتور ريتشارد بلومنتال وكبير الجراحين الأمريكي جيروم آدمز يناقشان استجابة الولاية والاستجابة الفدرالية لجائحة كوفيد-19 في 2 مارس.

### مارس

#### مارس
في 1 مارس، أُكدت إصابة اثنتين من الولايات المجاورة لكونيتيكت، رود آيلاند ونيويورك، بحالات فيروس كورونا. تحدث في اليوم نفسه كل من حاكم ولاية كونيتيكت نيد لامونت وكبير أطباء الولايات المتحدة في مختبر قسم الصحة العامة في ولاية كونيتيكت في روكي هيل، والذي حصل على الموافقة سابقًا لاختبار الكشف عن الفيروس. في 2 مارس، أُكدت سلبية حالتان من الحالات المشتبه بإصابتهما بفيروس كورونا في ولاية كونيتيكت.

### 3-4 مارس

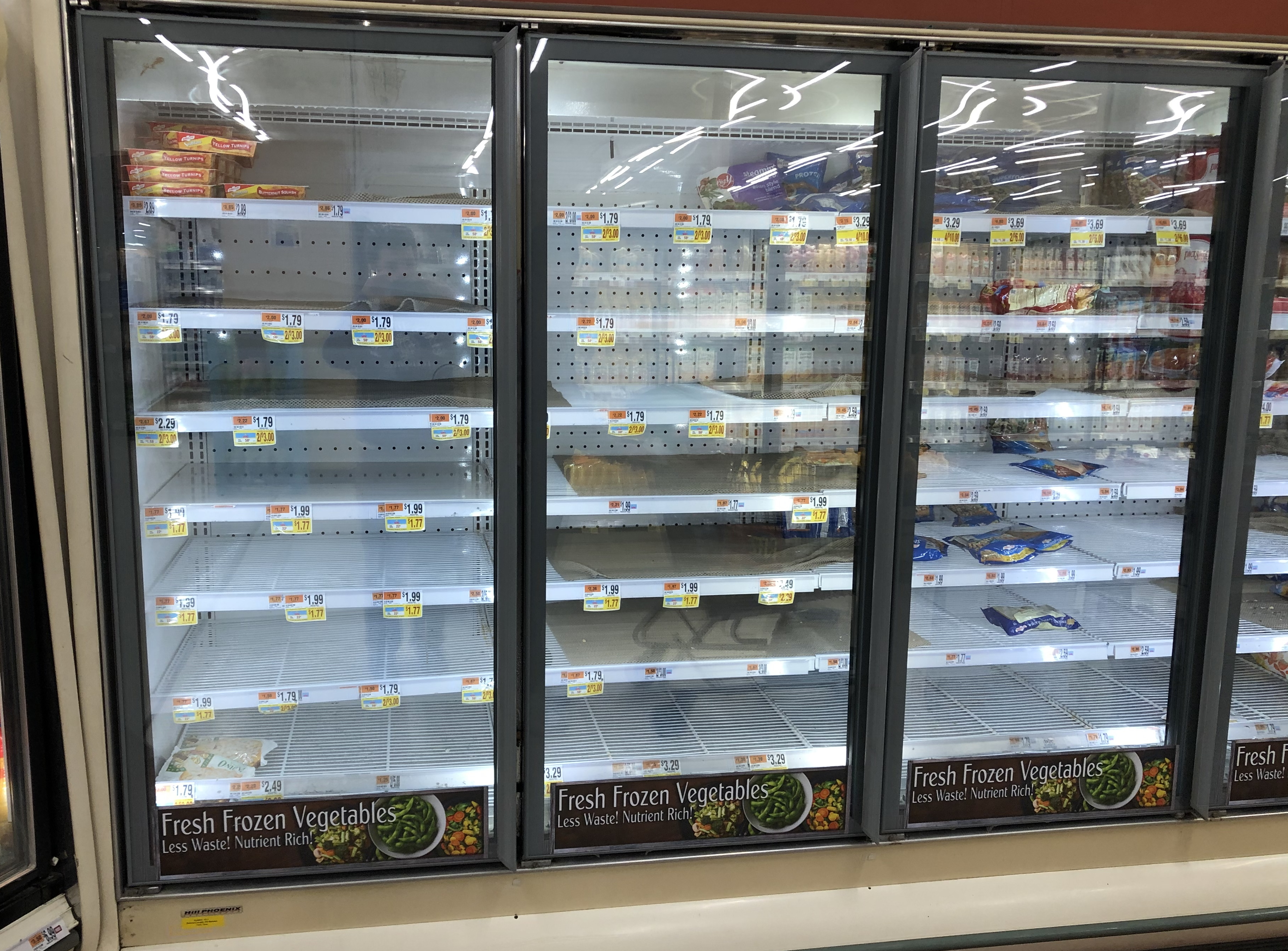
ثلاجات فارغة تقريبًا في متجر بقالة بيج واي في تشيشاير (كونيتيكت) في 14 مارس 2020 بعد هيستيريا الشراء الجماعية ردًا على وباء كوفيد-19.

علّقت جامعة جنوب كونيتيكت جميع الرحلات المدعومة مؤسسيًا إلى الدول الموبوءة بما في ذلك إيطاليا والصين وكوريا الجنوبية واليابان في 3 مارس لمحاولة منع انتشار الفيروس. أعلنت شركة ميردن في 4 مارس أنها بدأت البحث عن لقاح لفيروس سارس-كوف-2.

#### 5-6 مارس
في 5 مارس، نُصح أكثر من 200 شخص في ولاية كونيتيكت ظهرت عليهم أعراض بالمراقبة الذاتية. أُكدت إصابة أحد العاملين في مستشفى دانبري ومستشفى نوروولك بفيروس كورونا في 6 مارس، والذي يمثل أول حالة فيروس كورونا مؤكدة يمكن ربطها بولاية كونيتيكت. ومع ذلك، عاشت المصابة في نيويورك، وعُزلت في مقاطعة ويستتشستر، حيث تقيم.

#### 7-8 مارس
في 8 مارس، أُبلغ عن أول حالة مؤكدة في الولاية في بلدة ويلتون. تراوح عمر المريض ما بين 40 و50 عامًا ويُعتقد أنه أصيب بالفيروس خلال رحلة إلى كاليفورنيا.

#### 9 مارس
أُكدت حالة إيجابية ثانية من فيروس كورونا في 9 مارس. وكانت المريضة أنثى في الستينات تعمل في مجال الرعاية الصحية في مستشفى بريدجبورت.

#### 10 مارس
في 10 مارس، أعلن الحاكم نيد لامونت عن حالة تأهب مدني وطوارئ لقطاع الصحة العامة استجابةً لفيروس كورونا.

#### 13 مارس
في 13 مارس، أمر الحاكم لامونت بإغلاق جميع المدارس من تاريخ 16 مارس وحتى 31 مارس على الأقل.

#### 24 مارس
بدأ جنود من فوج المشاة 102 بالحرس الوطني التابع لولاية كونيتيكت بتوزيع معدات الحماية الشخصية على أفراد المرافق الطبية في مخزن الأسلحة البريطاني الجديد. قام أعضاء الحرس الأول والثاني وسلاح الفرسان الثاني بتجهيز مستشفى ميداني متنقل في مستشفى سانت فرانسيس في هارتفورد، كونيتيكت.

#### 27 مارس
أُلقي القبض على الدكتورة كوري إدغار، 48 عام، في مدرسة طب جامعة كونيتيكت واتُهمت بخرق جنحة السلم لسعالها واحتضانها زملاء العمل. كانت إدغار في صحة جيدة ولا يُعتقد أنها كانت مصابة بكوفيد-19. قال السناتور كريس ميرفي (عضو في الحزب الديمقراطي في ولاية كونيتيكت) أن مسؤولي الإدارة رفضوا عرضًا بتمويل من الكونجرس قُدّم في 5 فبراير.

#### 28 مارس
قرر الرئيس ترامب عدم فرض حظر واسع النطاق لمدة أسبوعين على نيويورك ونيوجيرسي وكونيتيكت. ومع ذلك، نصحت مراكز السيطرة على الأمراض والوقاية منها، سكان الولايات بعدم السفر إلا للضرورة.

### أبريل

#### 11 أبريل
عمل الحرس الوطني في كونيتيكت على تشييد مستشفى ميداني مُزوّد بـ 646 سريرًا في مركز مؤتمرات كونيتيكت.

### مايو

#### 20 مايو
بدأت ولاية كونيتيكت المرحلة الأولى من خطة ثلاثية المراحل لإعادة فتح ولاية كونيتيكت. سمحت المرحلة الأولى بإعادة فتح المتاحف وحدائق الحيوان (في الهواء الطلق فقط)، والمكاتب والمطاعم (في الهواء الطلق فقط)، وتجارة التجزئة ومراكز التسوق والأنشطة الترفيهية في الهواء الطلق والبحث الجامعي.

### يونيو

#### 1 يونيو
أُعيد افتتاح اثنين من أكبر أرباب العمل في كونيتيكت، كازينو موهيجان صان وكازينو منتجع فوكسوودز. في حتى ذلك الحين، حثّ لامونت علنًا الكازينوهات على البقاء مغلقة، نظرًا لطبيعة السيادة القبلية الأمريكية التي تمتلك الكازينوهات، فهي قادرة على فتح أبوابها قبل السماح لمشاريع تجارية مماثلة في كونيتيكت. وضعت الدولة لافتات كهربائية على الطرق المؤدية إلى الكازينوهات في محاولة لثني الناس عن الذهاب إليها.
سُمِحَ بفتح صالونات تصفيف الشعر وصالونات الحلاقة الرجالية.

#### 17 يونيو
بدأت ولاية كونيتيكت المرحلة الثانية من إعادة الفتح. سُمِح بإعادة فتح أماكن تناول الطعام الداخلية والفنادق والصالات الرياضية.

## التأثير

### الرياضة
ألغت الرابطة الوطنية لرياضة الجامعات جميع مباريات دوريات الشتاء والربيع، وأبرزها بطولة كرة السلة للرجال والنساء في الرابطة الوطنية للرياضات الجماعية الشعبة الأولى، والتي تشمل الكليات والجامعات على مستوى الولاية. في 16 مارس، ألغت الرابطة الوطنية للناشئين في الكلية الرياضية بقية مواسم الشتاء وكذلك مواسم الربيع. بالإضافة إلى ذلك، ألغى اتحاد مدارس كونيتيكت الرياضي، المنظم لألعاب القوى بالمدارس الثانوية في الولاية، بطولات الشتاء وأفادت التقارير أنها تناقش حاليًا مستقبل موسم رياضات الربيع.

### البطالة
قُدّم أكثر من 30,000 طلب بطالة بين يومي الجمعة 13 مارس والثلاثاء 17 مارس في ولاية كونيتيكت. ارتبطت العديد من مطالبات البطالة هذه بتسريح موظفي الشركات غير القادرين على تحمل تكاليف موظفيهم بالكامل خلال الفاشية، وكذلك بسبب إغلاق الشركات التي تعتمد على النشاط العام والاجتماعي مثل الحانات وصالات الرياضة.

### كراهية الأجانب والعنصرية
صرّح حاكم ولاية كونيتيكت نيد لامونت خلال خطاب ألقاه في مختبر إدارة الصحة العامة في ولاية كونيتيكت في روكي هيل، وذلك ردًا على العنصرية المرتبطة بتفشي فيروس كورونا، «لا توجد صلة بين العرق أو الإثنية وانتشار فيروس كورونا. الفيروسات لا تفرّق».

### التعليم
وقّع الحاكم نيد لامونت على أمرٍ تنفيذي يقضي بإغلاق جميع مدارس كونيتيكت العامة في 17 مارس وحتى 20 مايو؛ مُدّد القرار لاحقًا لبقية العام الدراسي. كما شجع لامونت المدارس الخاصة والمدارس الأخرى غير الحكومية على اتباع التقويم السنوي ذاته. تحولت العديد من الكليات في كونيتيكت إلى التعلم الافتراضي.